# Festival heavy metal per stato
Lista di festival heavy metal (festival particolarmente dedicati o solo dedicati all'heavy metal) divisi per stato:

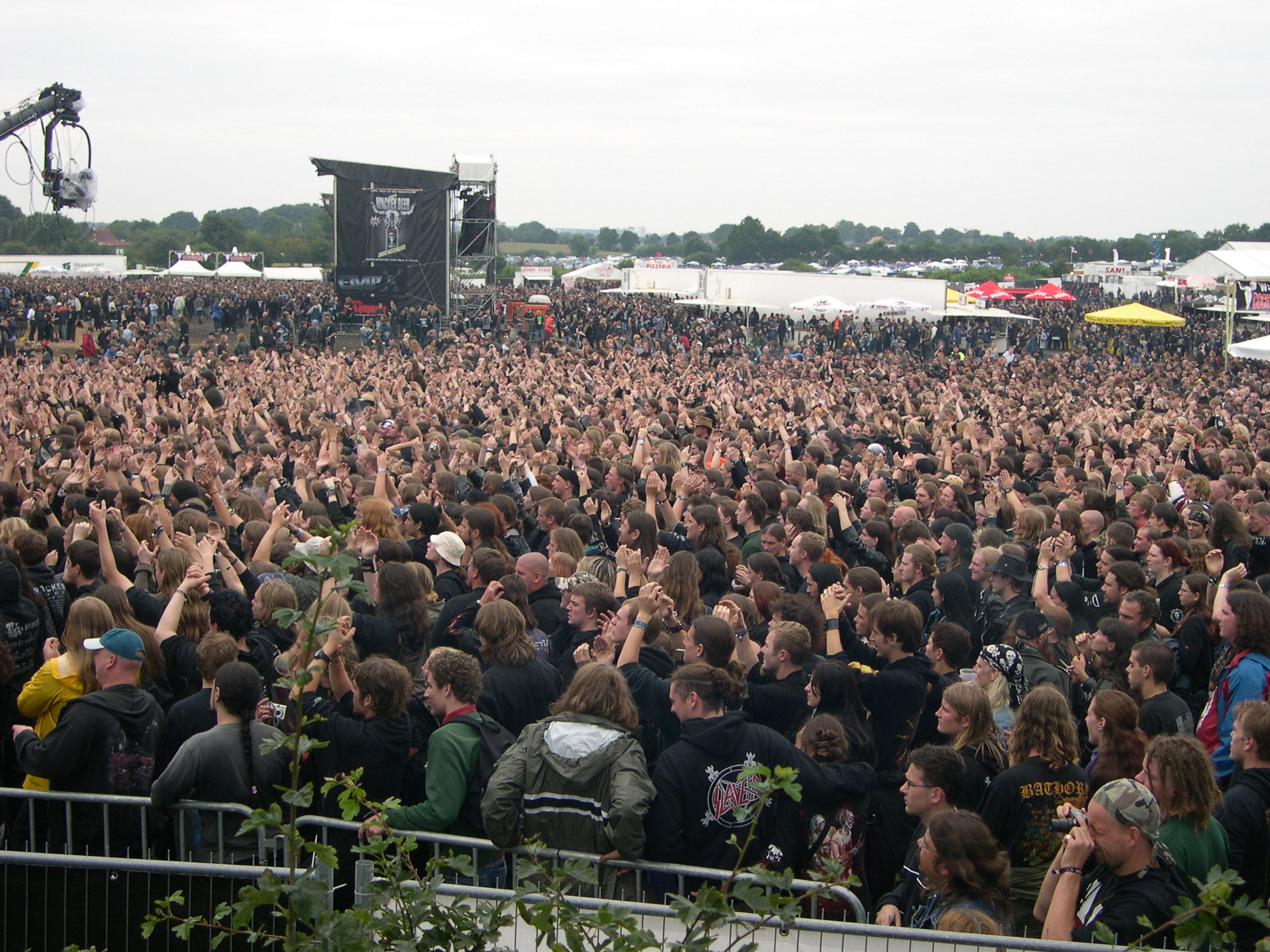
Il W:O:A, il più grande festival heavy metal al mondo.

## Australia
- Metal for the Brain (Canberra)
- MetalFest Australia
- Overcranked (Brisbane)
- Soundwave

## Austria
- Kaltenbach Open Air
- Nova Rock (Nickelsdorf)

## Belgio
- Graspop Metal Festival (Dessel)
- Heavy Sound Festival (Bruges)
- Metal Female Voices Fest (Wieze)
- Octopus festival (Nivelles)
- Power Prog & Metal Fest (Mons)

## Brasile
- Rock in Rio (Rio de Janeiro)

## Bulgaria
- Kaliakra Rock Fest (Kavarna)

## Danimarca
- Metalstone (Copenaghen)
- Roskilde (Roskilde)

## Emirati Arabi Uniti
- Dubai Desert Rock Festival

## Estonia
- Hard Rock Laager (Vana-Vigala)

## Finlandia
- Ankkarock (Vantaa)
- Finnish Metal Expo (Helsinki)

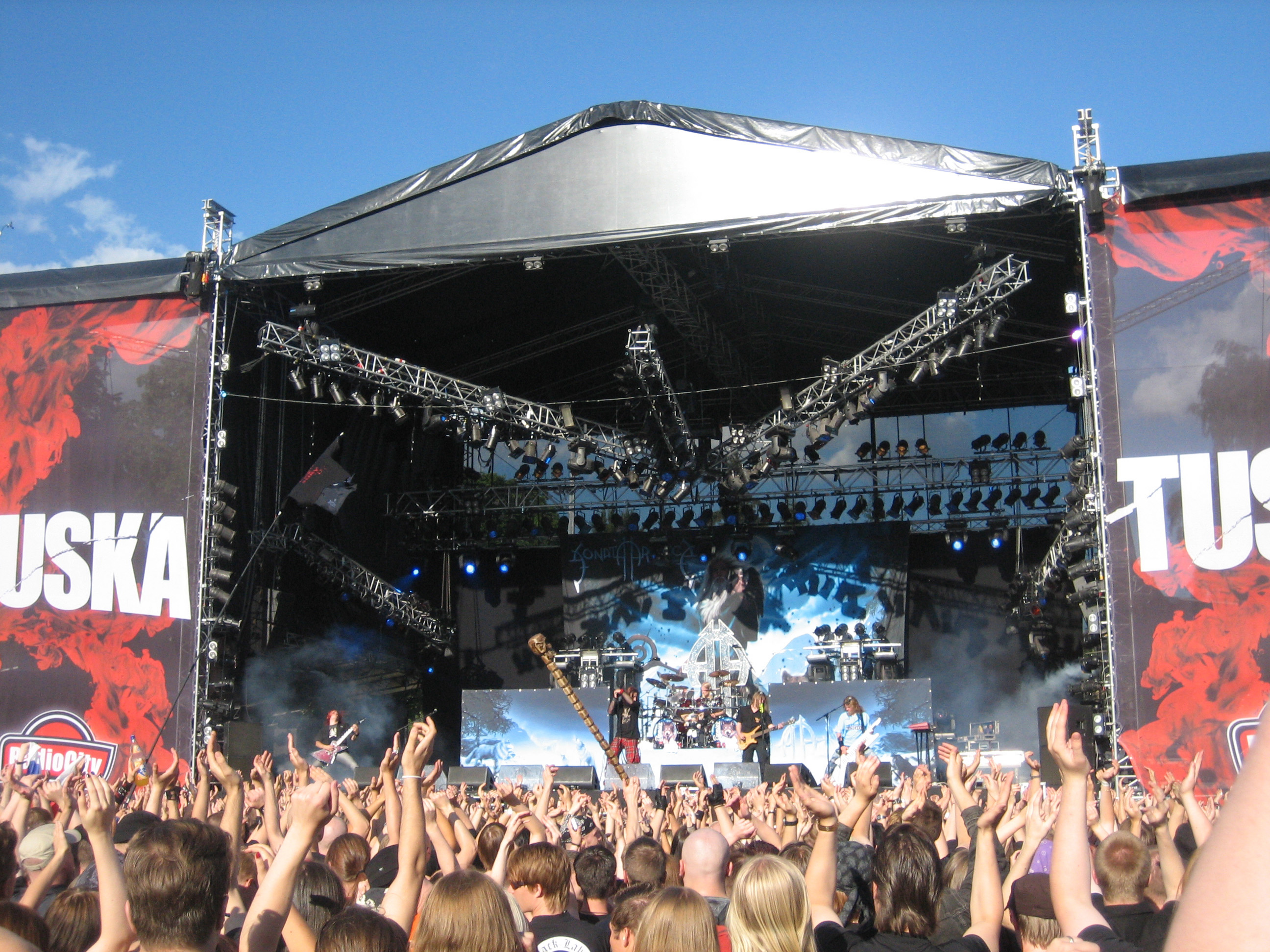
Sonata Arctica al Tuska nel 2006

- Jalometalli Metal Music Festival (Oulu)
- Jalometalli Winterfest (Oulu)
- Sauna Open Air Metal Festival (Tampere)
- Tuska Open Air Metal Festival (Helsinki)

## Francia
- Bidache Metal (Bidache)
- Breaking Sound Festival (Le Bourget)
- Endurock Festival (Cambrai)
- Festival Hard Français (Brétigny-sur-Orge)
- France Festival (Choisy-le-Roi)
- Furyfest (Le Mans)
- Hellfest (Clisson)
- Metal Therapy Festival (Amnéville)
- Métalucine fest (Pechbonnieu)
- Rock Hard Festival
- Radio Saintonge (Courcoury)
- Raismesfest (Raismes)
- Sun Festival (Bayonne)
- Sunrise Festival (Mulhouse)
- Rock en Seine (Parigi)

## Germania
- Bang Your Head !!! (Balingen)

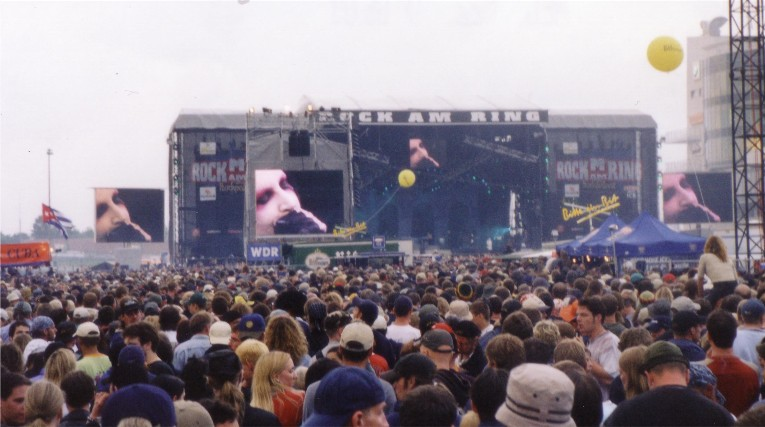
Marilyn Manson al Rock am Ring

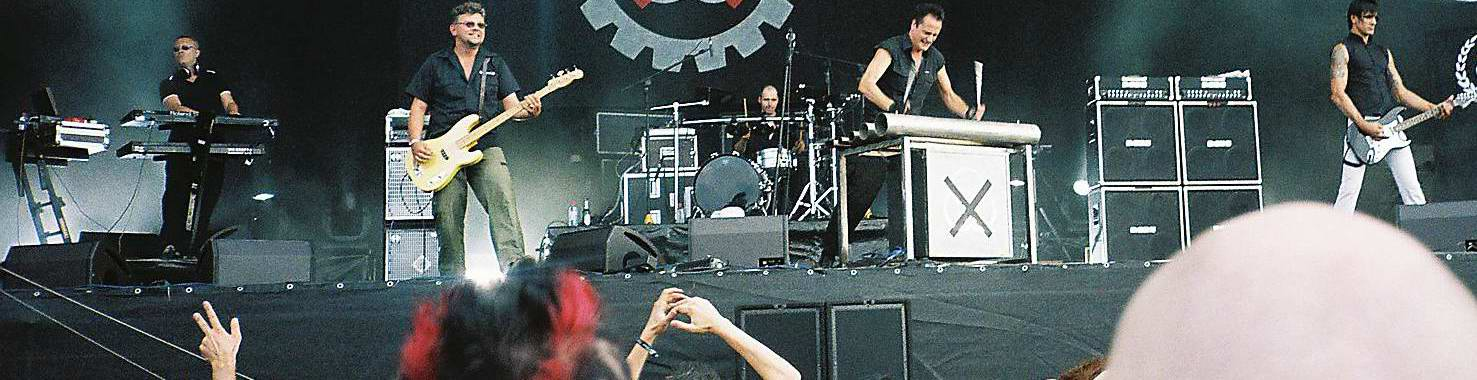
Die Krupps al M'era Luna Festival 2006

- Chronical Moshers Open Air (Reichenbach im Vogtland)
- Dong Open Air (Neukirchen-Vluyn)
- Doom Shall Rise (Göppingen)
- Earthshaker Fest (Kreuth)
- Feuertanz Festival (Abenberg)
- Fuck the Commerce (Neiden)
- Headbangers Open Air
- Hellflame Festival (Osnabrück)
- Hurricane Festival (Scheeßel)
- Keep It True
- M'era Luna Festival (Hildesheim)
- Magic Circle Festival
- Party.San Metal Open Air (Weimar)
- Queens of Metal (Kleinwenkheim)
- Ragnarök Festival (Lichtenfels)
- Rhön Rock Open Air (Hünfeld)
- Rock am Ring (Nürburgring)
- Rock Hard Festival (Gelsenkirchen)
- Rock of ages (Seebronn)
- Rock the nation (Oberhausen)
- Rockharz Open Air (Dorste)
- Summer Breeze Open Air (Dinkelsbühl)
- Tomahawk Festival (Osnabrück)
- Up from the Ground (Gemünden am Main)
- Wacken Open Air (Wacken)
- Walpurgis Metal Days (Passavia)
- Winternoise Festival (Georgsmarienhütte)
- With Full Force (Roitzschjora)

## Giappone
- Independence-D (Tokyo)
- Loudpark (Saitama)

## Irlanda

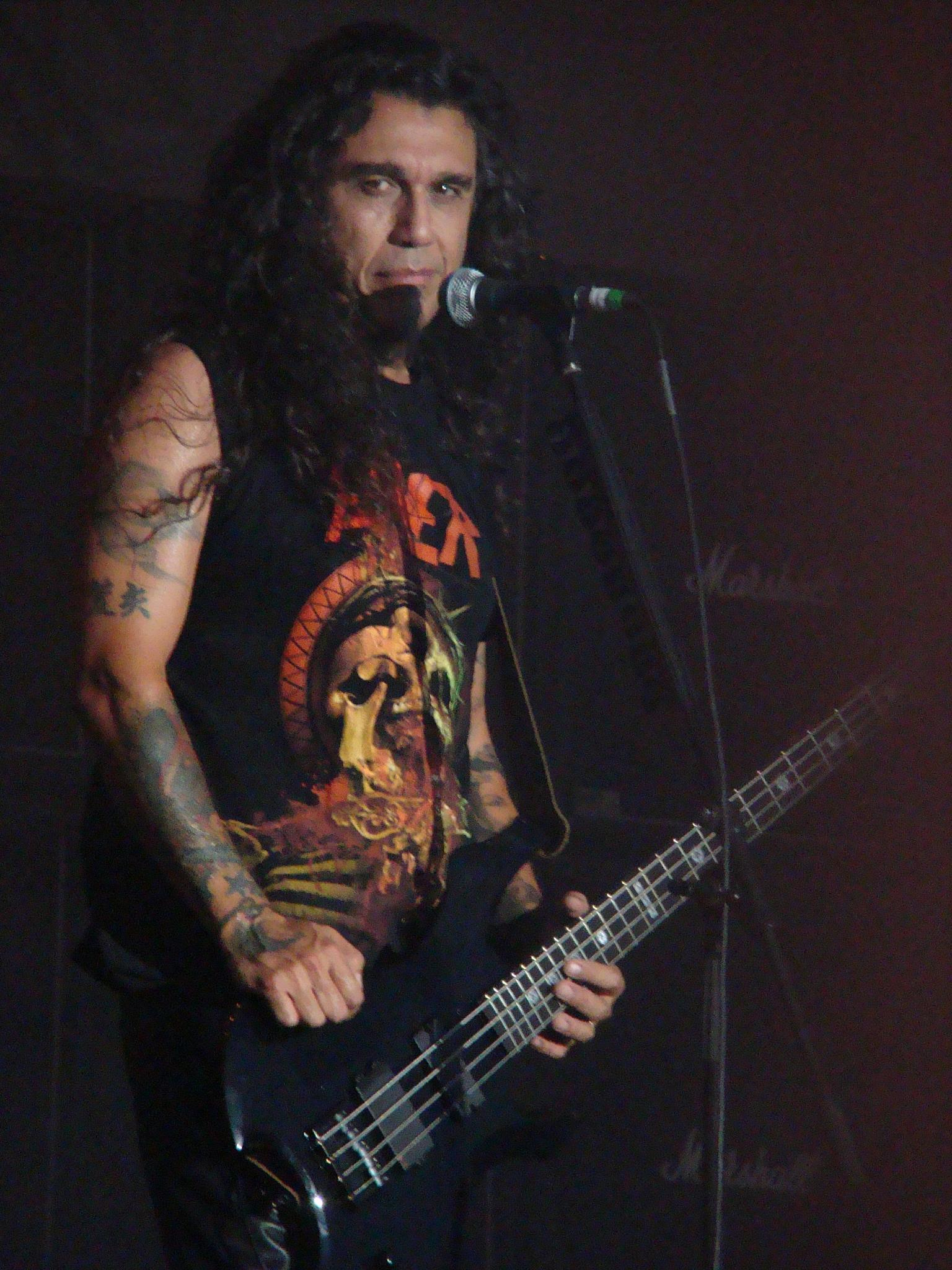
Tom Araya degli Slayer al Gods of Metal 2008

- Day of Darkness
- Download Festival Ireland

## Italia
- Agglutination Festival (Potenza)
- Armageddon In The Park (San Giacomo Degli Schiavoni, CB)
- Alpen Flair Festival (Sud Tirolo)
- Metal Park, (Romano d'Ezzelino, VI)
- Battlefiled Metal Fest (Milano)
- Breaking Sound Metal Fest (Mesagne, BR)
- Ciao Luca Festival (Gradisca d'Isonza)
- Dissonance Festival (Milano)
- Evolution Festival (Firenze)
- Firenze Metal (Firenze)
- Flame Fest (Bologna)
- Fosch Fest (Bagnatica, BG)
- Frontiers Rock Festival (Trezzo, MI)
- Gods of Metal (Bologna-Milano-Monza)
- Heavy Metal Night (Villa Rosa Di Martinsicuro, TE)
- Luppolo in Rock (Cremona)
- Malpaga Folk & Metal Fest (Malpaga, BG)
- Mag Tuired Festival (Torino)
- Machete Fest (Val Bormida SV)
- Metal for Emergency (Cenate Sotto, BG)
- Metalitalia.com Festival (Trezzo, MI)
- Monsters of Rock (Vario)
- Padova Metal Festival (Padova)
- Play It Loud! Festival (Orzinuovi)
- Riviera Hard'n'Heavy Festival (FIM - Fiera Internazionale della Musica, Genova)
- Rock Hard Festival (Trezzo, MI)
- Rock Inn Somma (Somma Lombardo)
- Rock Metal Fest ( Pulsano, Taranto)
- Rock the Castle (Villafranca di Verona, VR)
- Steel Fest (Bologna)
- Truemetal.it Festival (Parma)
- Tradate Iron Fest (Tradate)
- Total Metal Festival (Puglia)
- Worst Fest (Milano)
- Delfino Borchiato (Francavilla al Mare)
- Frantic Fest (Francavilla al Mare)

## Messico
- Monterrey Metal Fest (Monterrey)

## Norvegia
- Hole in the Sky (Bergen)
- Hovefestivalen (Tromøy)
- Inferno Metal Festival (Oslo)
- Kvinesdal Rock Festival (Kvinesdal)
- Garasjefestival (Reinsvoll)
- Beyond the Gates (Grieghallen, Bergen)

## Paesi Bassi
- Aardschock (Eindhoven)
- Arrow rock (Lichtenvoorde)
- Dutch Metal Fest (Rijssen-Holten)
- Dynamo Open Air
- Fields of Rock (Nimega)
- Headway Festival (Amstelveen)
- Metal Meltdown (Rijssen-Holten)
- Varlock (Burgum)
- Zwarte Cross

## Polonia

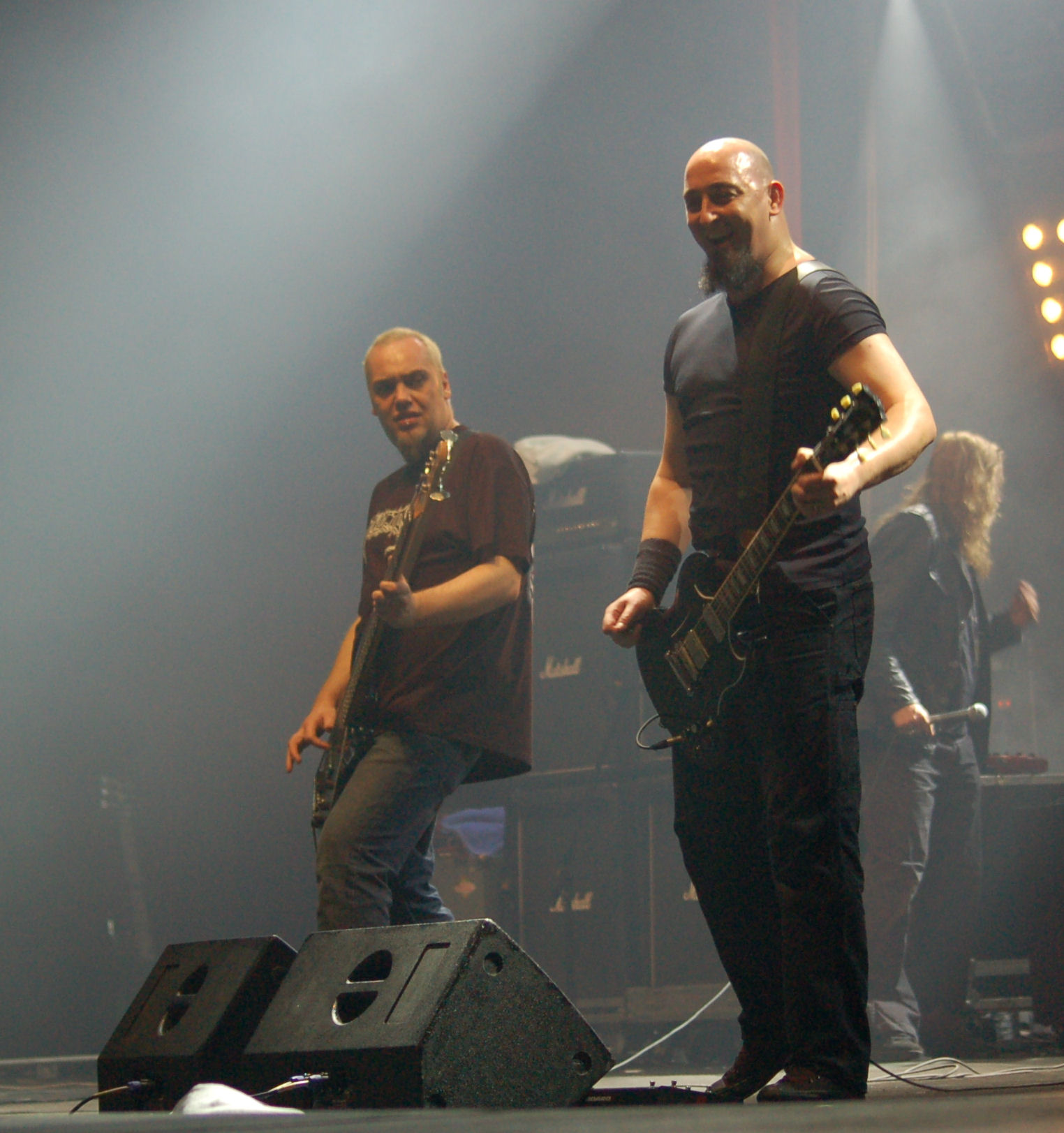
Paradise Lost al Metalmania 2007

- Metalmania (Katowice)

## Regno Unito
- Bloodstock (South derbyshire)
- British steel (Milton Keynes)
- Damnation Festival (Manchester)
- Download Festival (Donington)
- Festival di Reading e Leeds
- Rock’n’Blues (Derbyshire)

## Repubblica Ceca
- Brutal Assault (Jaroměř)
- Masters of Rock (Vizovice)

## Slovenia
- Metal Camp (Tolmino)
- Metal Days (Tolmino)

## Spagna
- Resurrection Fest (Viveiro, Galizia)
- Atarfe Vega Rock (Ciudad Atarfe)
- Lorca Rock festival (Lorca)
- Metalway (Guernica)
- Viña Rock Festival

## Stati Uniti d'America
- Alehorn of Power (Chicago)
- Chicago powerfest
- Facedown Fest (Pomona)
- Gothstock
- Jägermeister Music Tour
- Maryland Deathfest (Baltimora)
- Mayhemfest
- Music as a Weapon
- Ozzfest
- Prog Power U.S.A.
- Seattle Metal Fest (Seattle)
- The New England Metal and Hardcore Festival (Worcester)
- US festival

## Svezia
- Gates of metal (Hultsfred)
- Hultsfred (festival) (Hultsfred)
- Metaltown Festival (Göteborg)
- Sweden Rock Festival (Sölvesborg)

## Svizzera
- Metal dayz (Pratteln)
- Greenfield Festival (Interlaken)

## Ungheria

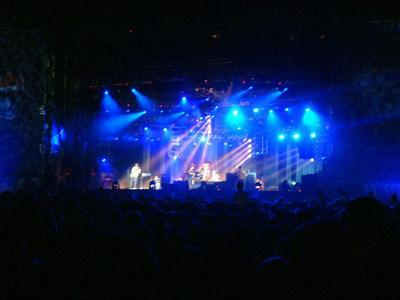
Il Sziget festival a Budapest

- Metalmania (Budapest)
- Sziget Festival (Budapest)

## Festival internazionali o itineranti
- Big Day Out
- Earthshaker Roadshock Tour
- Gigantour
- Monsters of Rock
- No Mercy Festival
- ProgPower
- Taste of Chaos
- X-Mass Festival
- Sonisphere Festival